# I'm a Slave 4 U
"I'm a Slave 4 U" là một bài hát của nghệ sĩ thu âm người Mỹ Britney Spears, nằm trong album phòng thu thứ ba của cô Britney (2001). Nó được sáng tác và sản xuất bởi Chad Hugo và Pharrell Williams (thường được gọi chung là The Neptunes). Bài hát được phát hành vào ngày 24 tháng 9 năm 2001, bởi Jive Records, như là đĩa đơn đầu tiên trích từ Britney. Đây là một bản urban, với nội dung nói về việc làm nô lệ cho âm nhạc.
"I'm a Slave 4 U" nhận được những phản ứng trái chiều từ các nhà phê bình âm nhạc, trong đó nhiều người cho rằng đó là bước trưởng thành về âm nhạc của nữ ca sĩ so với những đĩa đơn trước, trong khi số khác nhận thấy rằng nó không hợp với phong cách của Spears, với phần nhạc và lời cứng ngắc, gượng gạo và không tự nhiên. "I'm a Slave 4 U" đạt được những thành công thương mại trên toàn cầu, lọt vào top 10 ở hầu hết các quốc gia nó xuất hiện. Tuy nhiên, bài hát chỉ đạt vị trí thứ 27 trên bảng xếp hạng Billboard Hot 100, trở thành thứ hạng thấp nhất của nó trên toàn thế giới.
Video ca nhạc của "I'm a Slave 4 U" do Francis Lawrence làm đạo diễn, được phát hành đồng thời với đĩa đơn, trong đó Spears và vũ đoàn nhảy múa trong một phòng tắm hơi. Spears đã trình diễn bài hát tại lễ trao giải MTV Video Music Awards năm 2001 và vấp phải chỉ trích bởi nhóm bảo vệ quyền động vật PETA khi mang nhiều động vật lên sân khấu. Ngoài ra, nó cũng xuất hiện trong tất cả các chuyến lưu diễn trong sự nghiệp của Spears.

## Danh sách track và định dạng
- Đĩa CD tại châu Ậu

1. "I'm a Slave 4 U" (bản chính) — 3:23
2. "Intimidated" — 3:17

- Đĩa CD maxi tại Úc và châu Âu

1. "I'm a Slave 4 U" (bản chính) — 3:23
2. "I'm a Slave 4 U" (bản không lời) — 3:23
3. "Intimidated" — 3:17
4. "Britney... Interview" — 4:16

- Đĩa CD maxi tại Nhật Bản

1. "I'm a Slave 4 U" (bản chính) — 3:23
2. "I'm a Slave 4 U" (bản không lời) — 3:23
3. "Intimidated" — 3:17

- Đĩa CD maxi / cassette tại Anh quốc

1. "I'm a Slave 4 U" (bản chính) — 3:23
2. "Intimidated" — 3:17
3. "I'm a Slave 4 U" (bản không lời) — 3:23

- Đĩa than 12"

1. "I'm a Slave 4 U" (bản chính) — 3:23
2. "I'm a Slave 4 U" (bản không lời) — 3:23

- Đĩa than 12" (The Remixes)

1. "I'm a Slave 4 U" (Thunderpuss Club Mix) — 8:45
2. "I'm a Slave 4 U" (Thunderpuss Radio Mix) — 3:18
3. "I'm a Slave 4 U" (Miguel Migs Petalpusher Vocal) — 5:30
4. "I'm a Slave 4 U" (The Light Remix) — 8:25

## Xếp hạng
| Bảng xếp hạng (2001–02)                       | Vị trí cao nhất |
| --------------------------------------------- | --------------- |
| Úc (ARIA)                                     | 7               |
| Áo (Ö3 Austria Top 40)                        | 6               |
| Bỉ (Ultratop 50 Flanders)                     | 6               |
| Bỉ (Ultratop 50 Wallonia)                     | 4               |
| Canada (Canadian Hot 100)                     | 8               |
| Đan Mạch (Tracklisten)                        | 8               |
| Châu Âu (European Hot 100 Singles)            | 5               |
| Phần Lan (Suomen virallinen lista)            | 4               |
| Pháp (SNEP)                                   | 8               |
| Đức (GfK)                                     | 3               |
| Hungary (MAHASZ)                              | 5               |
| Ireland (IRMA)                                | 6               |
| Ý (FIMI)                                      | 4               |
| Nhật Bản (Oricon)                             | 33              |
| Nhật Bản quốc tế (Oricon International chart) | 1               |
| Hà Lan (Single Top 100)                       | 9               |
| New Zealand (Recorded Music NZ)               | 13              |
| Na Uy (VG-lista)                              | 3               |
| Portugal (Portuguese Singles Chart)           | 2               |
| Romania (Romanian Top 100)                    | 10              |
| Scotland (OCC)                                | 4               |
| Tây Ban Nha (PROMUSICAE)                      | 6               |
| Thụy Điển (Sverigetopplistan)                 | 7               |
| Thụy Sĩ (Schweizer Hitparade)                 | 7               |
| Anh Quốc (OCC)                                | 4               |
| Hoa Kỳ Billboard Hot 100                      | 27              |
| Hoa Kỳ Dance Club Songs (Billboard)           | 4               |
| Hoa Kỳ Hot R&B/Hip-Hop Songs (Billboard)      | 85              |
| Hoa Kỳ Pop Airplay (Billboard)                | 15              |

| Bảng xếp hạng                    | Vị trí |
| -------------------------------- | ------ |
| Australia Singles Chart          | 99     |
| Belgium Singles Chart (Flanders) | 52     |
| Belgium Singles Chart (Wallonia) | 50     |
| France Singles Chart             | 64     |
| Germany Singles Chart            | 101    |
| Italian Singles Chart            | 33     |
| Netherlands Mega Single Top 100  | 78     |
| Romania Top 100                  | 93     |
| Sweden Singles Chart             | 58     |
| Switzerland Singles Chart        | 68     |
| UK Singles Chart                 | 83     |

## Chứng nhận
| Quốc gia | Chứng nhận | Số đơn vị/doanh số chứng nhận |
| --- | ---------- | ----------------------------- |
| Úc (ARIA) | Vàng       | 35.000^                       |
| Bỉ (BEA) | Vàng       | 25.000*                       |
| Pháp (SNEP) | Bạc        | 197,000                       |
| Na Uy (IFPI) | Vàng       | 0*                            |
| Thụy Điển (GLF) | Vàng       | 15.000^                       |
| Anh Quốc (BPI) | Bạc        | 200.000‡                      |
| * Chứng nhận dựa theo doanh số tiêu thụ. ^ Chứng nhận dựa theo doanh số nhập hàng. ‡ Chứng nhận dựa theo doanh số tiêu thụ và phát trực tuyến. |            |                               |

## Lịch sử phát hành
| Nước           | Ngày                 | Định dạng           | Nhãn        |
| -------------- | -------------------- | ------------------- | ----------- |
| Mỹ             | 24 tháng 9 năm 2001  | Radio hit đương đại | Jive        |
| Đức            | 15 tháng 10 năm 2001 | CD                  | Bertelsmann |
| Vương quốc Anh | 15 tháng 10 năm 2001 | CD                  | RCA         |
| Mỹ             | 15 tháng 10 năm 2001 | 12" (The Remixes)   | Jive        |
| Nhật Bản       | 6 tháng 11 năm 2001  | CD                  | BMG         |